# Йегер, Густав (биолог)
Густав Йегер (нем. Gustav Jäger; 23 июня 1832 — 13 мая 1917) — немецкий биолог и публицист.

## Биография
Брат педагога Отто Йегера и сын Карла Фридрица Йегера.
- Изучал медицину в Тюбингене;

- Доцент зоологии в Вене (где основал морской аквариум, чем внес практический  вклад в аквариумистику);

- Преподаватель в Гогенгейме, в Политехникуме в Штутгарте.

- В качестве биолога работал над проблемами наследственности.

- В 1884 году прекратил педагогическую деятельность и вернулся к медицинской практике.

Йегер приобрёл широкую известность своей книгой «Нормальная одежда как способ охраны здоровья» (нем. Die Normalkleidung als Gesundheitsschutz; Штутгарт, 1880), в которой доказывалось, что единственным материалом для создания «здоровой» одежды являются шерстяные ткани — а ткани растительного происхождения, напротив, для одежды не годятся. В 1881 г. стал издавать «Monatsblatt», посвящённый развитию его воззрений.